# Château d'Écogia
Le château d'Écogia est un château situé dans le hameau homonyme, sur le territoire de la commune genevoise de Versoix. Elle abrite une partie des membres du département d'astronomie de l'Université de Genève (voir ISDC Data Centre for Astrophysics).